# Darius Olaru
Darius Dumitru Olaru (n. 3 martie 1998, Mediaș, Sibiu, România) este un fotbalist român, care joacă pe post de mijlocaș central la FCSB în SuperLiga României. Pe plan internațional, are prezențe la națională pentru România Sub-21 și România.

## Legături externe
- DARIUS OLARU. Dinamovist în copilărie, jucătorul pe care Becali îl vede Verratti are alte planuri, gsp.ro
- Dariu Olaru la romaniansoccer.ro
- Profilul lui Darius Olaru pe Soccerway